# ائتلاف بزرگ اصول‌گرایان (۱۳۸۵)
ائتلاف بزرگ اصولگرایان یکی از ائتلاف‌های انتخاباتی اصولگرایان در انتخابات شورای اسلامی شهر تهران در سال ۱۳۸۵ بود. جمعیت ایثارگران انقلاب اسلامی از جمله حامیان این ائتلاف بود.
این ائتلاف نُه کرسی را بدست آورد.

## نامزدها
| #  | نامزد              | حزب |
| -- | ------------------ | --- |
| ۱  | عباس شیبانی        |     |
| ۲  | مهدی چمران         |     |
| ۳  | رسول خادم          |     |
| ۴  | حسن بیادی          |     |
| ۵  | حبیب کاشانی        |     |
| ۶  | منظر خیر حبیب‌اللهی |     |
| ۷  | محمود خسروی‌وفا     |     |
| ۸  | عبدالمقیم ناصحی    |     |
| ۹  | حمزه شکیب          |     |
| ۱۰ | مرتضی طلایی        |     |
| ۱۱ | بهمن ادیب‌زاده      |     |
| ۱۲ | محسن وفامهر        |     |
| ۱۳ | معصومه آباد        |     |
| ۱۴ | محسن سویزی         |     |
| ۱۵ | امیرعلی امیری      |     |